# Heinsburg
Heinsburg est un hameau (hamlet) du Comté de Saint-Paul No 19, situé dans la province canadienne d'Alberta.